# Brianstorm
«Brianstorm» es una canción de la banda de indie rock Arctic Monkeys y es la pista de apertura de su segundo álbum, Favourite Worst Nightmare. La canción salió a la venta como el primer sencillo de este álbum el 2 de abril de 2007, debutando en el #11 en el UK singles chart, solo vía descarga. El sencillo fue lanzado en formatos físicos el 16 de abril, la semana anterior al lanzamiento del álbum, y se ubicó en el #2 en el UK singles chart detrás de Beyoncé y Shakira con "Beautiful Liar". Este es el cuarto sencillo de la banda en Reino Unido que sigue con el Número Uno después de "I Bet You Look Good on the Dancefloor", "When the Sun Goes Down", así como la pista que no está en un álbum "Leave Before the Lights Come On". Brianstorm llegó al puesto #2 de PurMusik de las 50 mejores canciones del año, detrás de This Ain`t A Scene, It`s An Arms Race, de Fall Out Boy.
Esta canción fue # 62 en el Top 100 Hits de 2007 de la lista de MTV Networks Asia. También se usó en  The Colbert Report, The Daily Show y Late Night with Conan O'Brien durante las últimas semanas de la Huelga de guionistas en Hollywood de 2007-2008, en la que es usada durante un enfrentamiento entre los tres..
Esta canción está disponible en el repertorio del videojuego Guitar Hero 5, y está considerada como la más difícil de la pista en la batería (al lado de Jeff Beck's "Scatterbrain", King Crimson's "21st Century Schizoid Man", y An Endless Sporadic "From the Blue/Point of No Return/The Triangular Race Through Space") debido a sus esporádicos ritmos en los Tom toms, tom de piso y en el Bombo.

## Lista de canciones
Toda la música compuesta por Arctic Monkeys. 
| CD, 10" |                                                                            |                            |          |  |
| N.º     | Título                                                                     | Letras                     | Duración |  |
| 1.      | «If You Found This It's Probably Too Late»                                 | Alex Turner                | 1:32     |  |
| 2.      | «Brianstorm»                                                               | Alex Turner                | 2:50     |  |
| 3.      | «Temptation Greets You Like Your Naughty Friend» (featuring Dizzee Rascal) | Alex Turner, Dizzee Rascal | 3:27     |  |
| 4.      | «What If You Were Right the First Time?»                                   | Alex Turner                | 3:02     |  |

| 7"  |                                                                            |                            |          |  |
| N.º | Título                                                                     | Letras                     | Duración |  |
| 1.  | «Brianstorm»                                                               | Alex Turner                | 2:50     |  |
| 2.  | «Temptation Greets You Like Your Naughty Friend» (featuring Dizzee Rascal) | Alex Turner, Dizzee Rascal | 3:27     |  |

## Posicionamiento
| Listas (2007)                                 | Posición |
| --------------------------------------------- | -------- |
| Turkish Singles Chart                         | 20       |
| UK Singles Chart                              | 2        |
| UK Indie Chart                                | 1        |
| Australian Singles Chart                      | 67       |
| Canadian Singles Chart                        | 1        |
| Danish Singles Chart                          | 4        |
| French Singles Chart                          | 44       |
| Netherlands Singles Chart                     | 36       |
| Italian Singles Chart                         | 28       |
| Polish Singles Chart                          | 37       |
| Swiss Singles Chart                           | 73       |
| Spanish Singles Chart                         | 10       |
| Irish Singles Chart                           | 7        |
| US Bubbling Under Hot 100 Singles (Billboard) | 14       |